# مانشت
کوه مانِشت یکی از کوه‌های استان ایلام بین شهرهای ایلام، ایوان، چوار و بخش کارزان واقع شده‌است و ارتفاع آن حدوداً ۲۶۵۰ متر است.
مانشت پوشیده از جنگل است و رودخانه‌هایی که از آن سرچشمه می‌گیرند کنگیر، مورت و آسا زنگان نام دارند.
در شمال غربی مانشت، کوه بانکول و در جنوب غربی آن کوه گاوه قرار دارد. در جنوب آن کوه هانیوان و درهٔ دالاب [به کوردی داڵاو] واقع شده‌است. این کوه جزو منطقهٔ حفاظت‌شدهٔ مانشت و قلارنگ است (که این منطقهٔ حفاظت‌شدهٔ از روستای گلزار در شهرستان چوار تا کوه قلارنگ بین شهرستان‌های سیروان و بدره کشیده شده‌است.
غاری به نام غار طلسم در درون کوه مانشت وجود دارد که کُنام جانوران درنده و خفاش‌ها است. با این حال غار طلسم مکانی گردشگری برای کوه‌پیمایان به‌شمار می‌آید. غار خور مگزان از دیگر جاذبه‌های این ارتفاعات است که به معنای این است که هرگز آفتاب بر آن نمی‌تابد. به همین دلیل همواره در سایه است و در تابستان از هوای خنک و ملایمی برخوردار است.
بر سینهٔ قلهٔ این کوه، غاری با ارتفاع حدود ۵ متر از پایه نیز وجود دارد که به نام «شاه افدالان» معروف است. گفته شده قدیمی‌ها برخی طلا و جواهر در آن مخفی نموده‌اند اما اکنون صخره‌نوردان با وسایل و تجهیزات از آن دیدن می‌کنند و دیگر خبری از آن اشیاء قیمتی نیست.

## واژه‌شناسی
معنی واژهٔ مانشت (ماه نشت =نشستگاه ماه) است. کوه مانشت یکی از نمادهای فرهنگی استان ایلام است، که شاعران و نویسندگان بارها در اشعار و متون ادبی خود از مانشت اسم برده‌اند. و غالباً استعاره از آزادگی و مقاومت است.